# Remigian Skarbek Kiełczewski (zm. 1686)
Remigian Skarbek Kiełczewski herbu Abdank (zm.  w 1686 roku) – podsędek lubelski w latach 1680-1686, miecznik lubelski w latach 1667-1678, podstarości lubelski w 1671 roku.
Był elektorem Michała Korybuta Wiśniowieckiego z województwa lubelskiego w 1669 roku.